# Francisca af Brasilien
Francisca af Brasilien, fyrstinde af Joinville (født 2. august 1824, død 27. marts 1898) var en brasiliansk, portugisisk og fransk prinsesse. Hun var datter af kejser Pedro 1. af Brasilien, og hun blev gift med en søn af kong Ludvig-Filip af Frankrig. Siden 1926 har nogle af hendes efterkommere forgæves gjort krav på den franske trone.

## Forfædre
Francisca af Brasilien var datter af Maria Leopoldina af Østrig og kejser Pedro 1. af Brasilien.
Hun var barnebarn af kong Johan 6. af Portugal, Carlota Joaquina af Spanien og den tysk-romerske kejser Frans 2..
Francisca af Brasilien var oldedatter af Peter 3. af Portugal, Maria 1. af Portugal, Karl 4. af Spanien, kejser Leopold 2. af det Tysk-romerske rige, Ferdinand 1. af Begge Sicilier og Maria Karolina af Østrig.

## Familie
Francisca af Brasilien blev gift med en søn af kong Ludvig-Filip af Frankrig. De fik tre børn:
- Françoise af Orléans (1844–1925). Hun blev mor til prinsesse Marie af Orléans (gift med prins Valdemar af Danmark, der var søn af Christian 9. af Danmark). Desuden var hun mor til Henri, prins af Orléans og Jean af Guise. Jean var fransk tronprætendent i 1926–1940. Derefter var sønnen Henrik af Paris prætendent i 1940–1999.
- Pierre af Orléans, hertug af Penthièvre, flådeofficer.
- Marie Léopoldine af Orléans (født og død 30. oktober 1849)